# Henry Peach Robinson

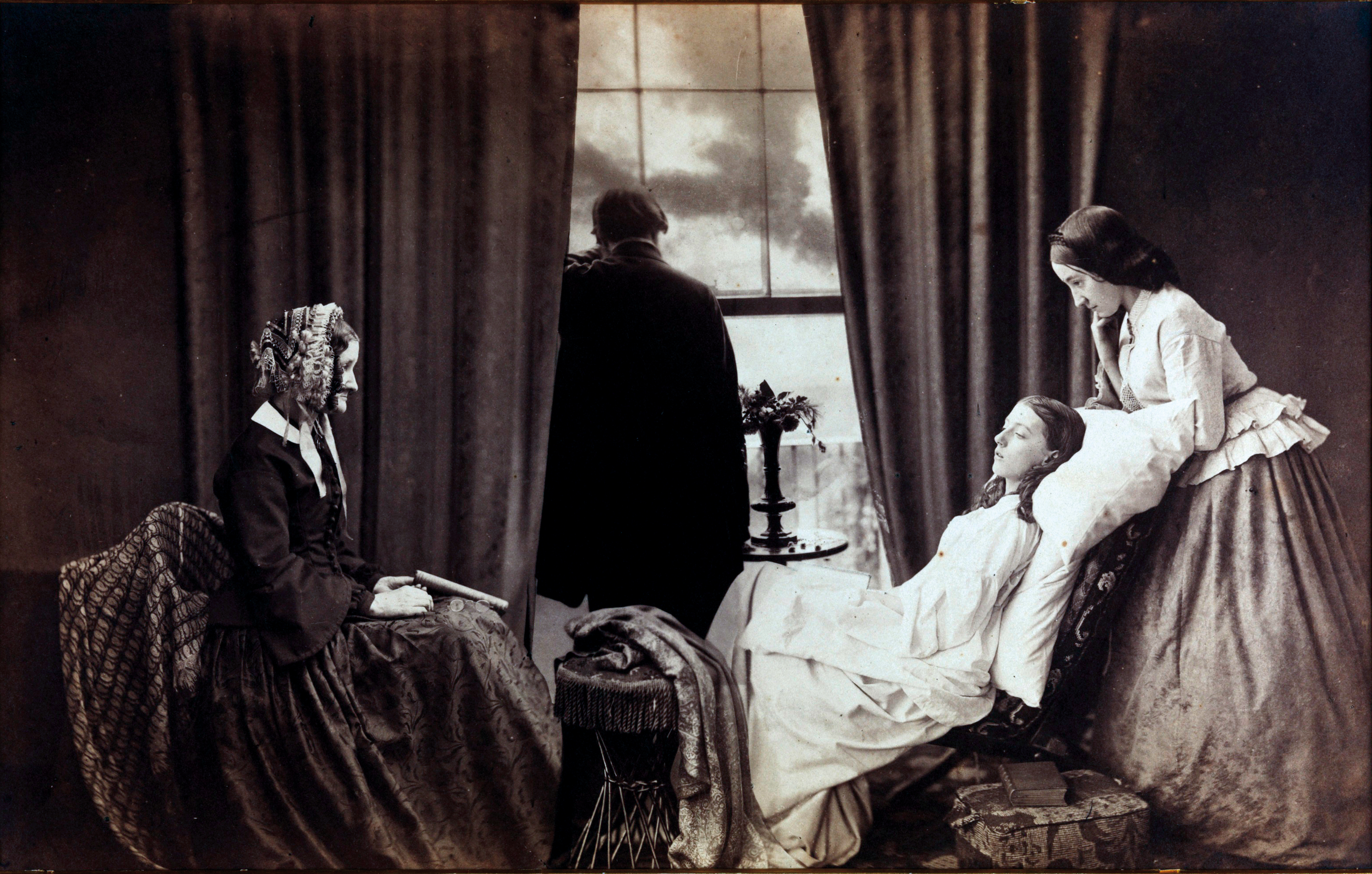
H.P. Robinson, Gasnące życie, 1858

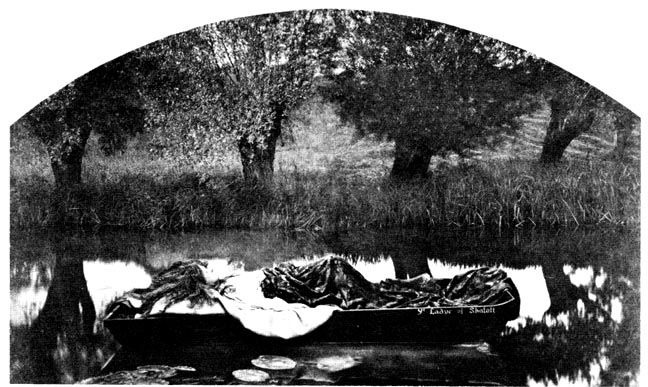
H.P. Robinson, Lady of Shalott, 1861

Henry Peach Robinson (ur. 9 lipca 1830 w Ludlow, zm. 1901) – brytyjski fotograf i teoretyk fotografii.

## Życiorys
Od młodości zainteresowany sztuką, Robinson nie miał możliwości uzyskania wykształcenia artystycznego w rodzinnym mieście, więc uczył się sam. W 1852 jego obraz View of the Teme near Ludlow został przyjęty przez Royal Academy na doroczną wystawę.
W 1851 młody malarz poznał technikę dagerotypii. Później eksperymentował również z kalotypią i procesem kolodionowym. Przez kilka kolejnych lat doskonalił swoje umiejętności w zakresie fotografii i w 1857 w Leamington otworzył studio, w którym oferował portrety, reprodukcje dzieł sztuki i zdjęcia pejzażowe. W 1864, ze względu na problemy zdrowotne, zamknął studio. W 1868 w Tunbridge Wells otworzył kolejne atelier, tym razem wspólnie z Nelsonem K. Cherrillem. W 1888 Robinson przerwał działalność komercyjną. Rok później zaangażował się w publiczną dyskusję z fotografem Peterem Emersonem, który w swojej książce Naturalistic Photography for Students of the Art skrytykował technikę fotomontażu. W odpowiedzi Robinson napisał negatywną recenzję publikacji Emersona, a to wywołało kolejna wymianę zdań.
W 1857 Robinson został członkiem Photographic Society, a w 1870 został jego wiceprezydentem. W 1891 opuścił stowarzyszenie w wyniku konfliktu wokół dopuszczenia prac jednego z autorów na wystawę. Rok później brał udział w stworzeniu Linked Ring.
Robinson chciał wynieść fotografię do poziomu sztuki. W tym celu tworzył kompozycje naśladujące w swojej stylistyce współczesne malarstwo akademickie. Na wystawę londyńskiego Photographic Society w 1858 wykonał dużych rozmiarów zdjęcie zatytułowane Gasnące życie (Fading away). Dzieło to spotkało się zarówno z przychylnością, jak i krytyką. Chwalono je za wrażliwość, a ganiono za temat (uznano, że nie godzi się w tak dosłowny sposób ukazywać tak przykrej sceny – śmierci młodej dziewczyny na gruźlicę) i zastosowaną technikę (był to fotomontaż, a więc w ocenie krytyków technika „nieuczciwa”). W 1861 zaprezentował kolejne kontrowersyjne dzieło – Lady of Shalott, będące ilustracją do poematu Pani z Shalott.
Mimo krytyki Robinson nie zarzucił fotomontażu i stosował go przez kolejne lata swojej działalności. Trzymał się również podobnej estetyki. Oprócz fotografowania zajmował się również teorią fotografii; był autorem wielu artykułów i kilku książek, z których najpopularniejszą była Pictorial Effect in Photography: Being Hints on Composition and Chiaroscuro for Photographers (1869).